# 앤서니 레나도
앤서니 로널드 레나도(Anthony Ronald Ranaudo, 1989년 9월 9일 ~ )는 미국의 야구 선수이자, 전 KBO 리그 삼성 라이온즈의 투수이다.

## 미국 프로야구 시절
2010년 보스턴 레드삭스에 전체 1라운드 39순위로 입단하였다.

## 한국 프로야구 시절

### 삼성 라이온즈시절
2016년 시즌 이후에 새로 영입되었다. 하지만 두산 베어스와의 시범경기에서 손등에 타구를 맞아 부상으로 약 1달 정도 공백이 생겼다.
5월에 복귀하였으나 팀에서 1선발로 내정됐던 외국인 투수치고는 부진한 모습을 계속해서 보여주었고 7월 27일 NC 다이노스와의 경기에서 박석민의 타구에 손가락을 맞아 단 2승밖에 올리지 못하고 시즌 아웃되었으며, 수술을 위해 미국으로 출국하면서 삼성 라이온즈를 떠났다.